# Jefferson/USC (Metro de Los Ángeles)
Jefferson/USC es una estación en la línea E del Metro de Los Ángeles. La estación se encuentra localizada en 3214 S Flower Street en North University Park, Los Ángeles. La estación Jefferson/USC fue inaugurada el 17 de octubre de 1875 y reinaugurada el 28 de abril de 2012. La Autoridad de Transporte Metropolitano del Condado de Los Ángeles es la encargada por el mantenimiento y administración de la estación.

## Descripción y servicios
La estación Jefferson/USC cuenta con 2 plataformas laterales y 2 vías.  

## Conexiones
La estación es abastecida por las siguientes conexiones: 
- Rutas de autobuses de Metro Local: 38, 81, 102, 200
Metro Express: 442 (M-F, hora pico solamente)
LADOT DASH: F, King-East